# Estación de Policía y de Bomberos de Coral Gables
Estación de Policía y Bomberos de Coral Gables  es un edificio histórico ubicado en Coral Gables, Florida.  Estación de Policía y Bomberos de Coral Gables se encuentra inscrito  en el Registro Nacional de Lugares Históricos desde el 6 de noviembre de 1984.

## Ubicación
Estación de Policía y Bomberos de Coral Gables se encuentra dentro del condado de Miami-Dade en las coordenadas 25°45′00″N 80°15′39″O / 25.75, -80.260833.